# Episodi di Adventures of Superman (terza stagione)
La terza stagione della serie TV Adventures of Superman è andata in onda negli Stati Uniti d'America dal 23 aprile 1955 al 15 ottobre 1955.
| nº | Titolo originale         | Titolo italiano | Prima TV USA      | Prima TV Italia |
| -- | ------------------------ | --------------- | ----------------- | --------------- |
| 1  | Through the Time Barrier |                 | 23 aprile 1955    |                 |
| 2  | The Talking Clue         |                 | 30 aprile 1955    |                 |
| 3  | The Lucky Cat            |                 | 7 maggio 1955     |                 |
| 4  | Superman Week            |                 | 14 maggio 1955    |                 |
| 5  | Great Caesar's Ghost     |                 | 21 maggio 1955    |                 |
| 6  | Test of a Warrior        |                 | 28 maggio 1955    |                 |
| 7  | Olsen's Millions         |                 | 4 giugno 1955     |                 |
| 8  | Clark Kent, Outlaw       |                 | 10 settembre 1955 |                 |
| 9  | The Magic Necklace       |                 | 17 settembre 1955 |                 |
| 10 | The Bully of Dry Gulch   |                 | 24 settembre 1955 |                 |
| 11 | Flight to the North      |                 | 1º ottobre 1955   |                 |
| 12 | The Seven Souvenirs      |                 | 8 ottobre 1955    |                 |
| 13 | King for a Day           |                 | 15 ottobre 1955   |                 |